# Asedio de Warangal (1318)
El asedio de Warangal de 1318 se refiere a un enfrentamiento militar librado entre las fuerzas del Sultanato de Delhi y las del reino hindú de la dinastía Kakatiya. Ese año, el sultán de Delhi, Qutbuddin Mubarak Sah, envió un ejército contra el rey Prataparudra porque le había dejado de pagar su tributo anual. La expedición iba mandada por el general Jursan Jan y logró asediar la capital de los kakatiyas, Warangal, forzando al rey local a volver a pagar tributo.

## Antecedentes
El reino de los kakatiyas, con su capital en Warangal, había sido sometido por las fuerzas del padre de Qutbuddin Mubarak Sah, Alaudín, en 1310. Sin embargo, el gobernante kakatiya, Prataparudra, había dejado de pagar tributos a Delhi. Por lo tanto, Qutbuddin envió un ejército para subyugarlo. El ejército estaba dirigido por Jursan Jan, Juaya Hayi (que había servido como ministro de guerra de Alaudín) y Malik Qutlugh (quien tenía el título de amir-i shikar).

## Asedio
Tras llegar a las inmediaciones de Warangal, Jursan Jan inspeccionó la ciudad desde la colina Hanamkonda. Su ataque inicial obligó a la guarnición defensora a retirarse al interior del fuerte de Warangal. Entonces los invasores sitiaron el fuerte y prendieron fuego a la puerta del mismo, pero el fuego parece no haber logrado los resultados deseados, ya que los invasores instalaron sus tiendas alrededor del fuerte. El ejército de Delhi desplegó tecnología militar muy avanzada para los estándares contemporáneos, incluyendo varias máquinas de asedio.
Por la noche, el general de Prataparudra, Diwar Mehta, lanzó un ataque contra el campamento de Delhi. Sin embargo, el ataque fue rechazado por Ghazi Kamil (gobernador de Awadh) y Tamar (gobernador de Chanderi). Los soldados de Delhi treparon a una torre de la muralla exterior del fuerte y capturaron al ministro de Prataparudra, Anil Mehta, en una escaramuza; Jursan Jan perdonó la vida al cautivo. Durante la primera mitad del día siguiente, los invasores capturaron el fuerte de barro exterior. Entonces decidieron construir un pasheb bajo la supervisión de Malik Ambar y Shihab Arb. En ese momento, Prataparudra envió a sus mensajeros para negociar la paz.
Como parte de las negociaciones de la tregua, Prataparudra entregó más de 100 elefantes, 12 000 caballos y numerosos tesoros a los invasores. Jursan Jan también exigió un pago de tributo anual de 60 ladrillos de oro y el cese de los distritos de Badarkot, Kailas, Basudan, Elor y Kobar. Después de las negociaciones, esta demanda se redujo a 40 ladrillos de oro y el cese de Badarkot. Como señal de la rendición de Prataparudra, el dosel (chatr), el bastón (durbash) y el estandarte que le había dado Alaudín fueron recuperados y traídos de vuelta como regalo de Qutbuddin. Prataparudra rindió homenaje al dosel real desde las murallas de su fortaleza durante tres mañanas sucesivas.

## Consecuencias
Después de someter a los kakatiyas, Jursan Jan marchó a Ellora, cerca del fuerte Devagiri (Daulatabad), donde Qutbuddin había estado residiendo durante un mes. El resto del ejército se unió a él en las orillas del río Narmada en su camino de regreso a Delhi. Cuando la dinastía Jalyi desapareció y el sultanato vivió una breve crisis política, Prataparudra dejó de pagar tributos nuevamente, lo que desencadenó otra guerra.